# The Blue Mask
The Blue Mask è un album discografico del musicista rock statunitense Lou Reed pubblicato nel 1982 dalla RCA Records.
Robert Quine, innovativo chitarrista conosciuto nella scena New Wave, No Wave e Jazz, vi suona la chitarra solista. Quine era stato in precedenza il chitarrista della punk band Richard Hell & The Voidoids. Un critico dell'epoca (Tom Carson su Rolling Stone) definì l'album: «Quello che nemmeno John Lennon era riuscito a fare. Lou Reed ha unito il suo Double Fantasy e il suo Plastic Ono Band dimostrando che quei due percorsi finalmente si sono fusi». Lou Reed ha smesso di bere e di drogarsi, è felicemente sposato con Sylvia e rivela una personalità più matura ed equilibrata che non teme di mettersi a nudo e di parlare apertamente di se stesso. A 40 anni lo spregiudicato rocker tossico e maledetto sembra aver raggiunto la piena maturità.

## Descrizione
Il disco fu il primo album che Reed pubblicò dopo aver lasciato la Arista per ritornare alla RCA. Il sound dell'opera è un dichiarato ritorno alle sonorità scarne del suo precedente gruppo, i Velvet Underground, con solo chitarre, basso e batteria. Le chitarre di Reed e di Robert Quine sono mixate separatamente nei canali stereo destro e sinistro rispettivamente.
Quine, che anni prima aveva seguito i Velvet Underground in giro per gli Stati Uniti e che aveva registrato molti dei loro primi show (in seguito le sue registrazioni verranno conosciute come i The Quine Tapes), era perfettamente complementare con Reed, e lo stesso Lou, di solito molto avaro di complimenti nei confronti dei suoi musicisti, affermò di trovare lo stile chitarristico di Quine "veramente grandioso". Stimolato da Quine, Reed decise in quest'album, di tornare a suonare maggiormente la chitarra elettrica come ai tempi dei Velvet. Da parte sua, Quine in seguito descrisse The Blue Mask: «un disco del quale sono particolarmente orgoglioso. Non avevamo mai suonato insieme prima di entrare in studio. Non c'erano prove e la maggior parte di esso lo registrammo in una o due take al massimo. Mi piacciono tutte le cose che ho fatto con Lou, ma questo rimarrà sempre speciale per me». Il collaboratore di vecchia data di Reed, Fernando Saunders, suona il basso e fornisce il supporto vocale ai cori nell'album. Il batterista sul disco è il session man Doane Perry che in seguito si unì ai Jethro Tull.
La copertina dell'album venne ideata dalla moglie di Reed, Sylvia Morales, ed è una versione colorata di blu della celebre fotografia scattata da Mick Rock per la copertina dell'album Transformer (1972).

## Accoglienza
| Recensione                    | Giudizio |
| ----------------------------- | -------- |
| AllMusic                      | [ 3 ]    |
| Chicago Tribune               | [ 4 ]    |
| Christgau's Record Guide      | A        |
| Encyclopedia of Popular Music | [ 6 ]    |
| Rolling Stone                 | [ 7 ]    |
| The Rolling Stone Album Guide | [ 8 ]    |
| Spin                          | [ 9 ]    |
| Spin Alternative Record Guide | 9/10     |
| Piero Scaruffi                | 7/10     |

The Blue Mask fu pubblicato nel febbraio del 1982, dedicato a Delmore Schwartz, l'altro grande "padre putativo" di Reed insieme a Andy Warhol. Il disco ebbe ottime recensioni sulla stampa ma vendette poco (arrivò soltanto al numero 169 della classifica di Billboard). Robert Palmer sul New York Times definì l'album il "lavoro migliore di Reed da anni, e il primo capolavoro rock del 1982". Molto lodato fu anche l'apporto chitarristico di Robert Quine.

## Tracce
Testi e musiche di Lou Reed.
1. My House – 5:24
2. Women – 4:58
3. Underneath The Bottle – 2:33
4. The Gun – 3:39
5. The Blue Mask – 5:04
6. Average Guy – 3:14
7. The Heroine – 3:07
8. Waves of Fear – 4:11
9. The Day John Kennedy Die – 4:08
10. Heavenly Arms – 4:47

## Formazione
- Lou Reed – chitarra, voce
- Robert Quine – chitarra
- Fernando Saunders – basso, cori
- Doane Perry – batteria

Reparto tecnico
- Sean Fullan – ingegnere del suono, co-produttore